# Gmina Nässjö
Gmina Nässjö (szw. Nässjö kommun) – gmina w Szwecji, w regionie Jönköping, siedzibą jej władz jest Nässjö.
Pod względem zaludnienia Nässjö jest 83. gminą w Szwecji. Zamieszkuje ją 29 377 osób, z czego 50,19% to kobiety (14 743) i 49,81% to mężczyźni (14 634). W gminie zameldowanych jest 1053 cudzoziemców. Na każdy kilometr kwadratowy przypada 31,45 mieszkańca. Pod względem wielkości gmina zajmuje 113. miejsce.